# Бердянський університет менеджменту і бізнесу
Бердянський університет менеджменту і бізнесу (БУМіБ) — заклад вищої освіти у м. Бердянську (Запорізька область). Сучасна назва — з 2002 року.

## Історія
Зареєстрований у відповідності до законодавства України у вересні 1992 року. Став одним із перших навчальних закладів недержавної форми власності, який веде підготовку спеціалістів для роботи в умовах ринкової економіки. З 2007 року приватний вищий навчальний заклад «Бердянський інститут підприємництва» перейменовано на Товариство з обмеженою відповідальністю (ТОВ) «Бердянський університет менеджменту і бізнесу» (БУМІБ).
Вищий навчальний заклад готує спеціалістів з економіки, менеджменту, права, інформаційних систем і технологій, програмного забезпечення.
У 2008 році створено економіко-правовий коледж, як структурний підрозділ університету, який здійснює освітню діяльність з таких напрямів: право, економіка та підприємництво, менеджмент і адміністрування, інформатика та обчислювальна техніка.
Для забезпечення освітніх потреб молоді університет використовує три власних навчальних корпуси. Для навчальних занять використовуються 68 аудиторій. В університеті працює 9 комп'ютерних класів і 13 лабораторій з сучасною комп'ютерною технікою. В університеті функціонує бібліотека з фондом 163 тис. примірників.
Професорсько-викладацький склад університету налічує більш ніж 75 % осіб з науковими званнями та вченими ступенями.
Професорсько-викладацький склад університету бере участь у багатьох міжнародних програмах, має наукові і творчі відносини з провідними університетами Росії, Білорусі, Німеччини, Польщі, Австрії, Чехії, Франції і багатьох інших європейських країн.

## Підрозділи університету
- Економіко-правовий коледж.
- Факультети:
  - менеджменту і бізнесу;
  - економічний;
  - юридичний;
  - інформаційних систем і технологій.
- Відділ аспірантури.
- Центр довузівської підготовки.

## Нагороди та рейтинги
- У жовтні 2024 року, Державна служба якості освіти, як центральний орган виконавчої влади України, що реалізує державну політику у сфері освіти, зокрема з питань забезпечення якості освіти, оприлюднив оновлений рейтинг університетів, які мають високий ступінь ризику. До переліку університетів з високим ступенем ризику увійшов, зокрема, й Бердянський університет менеджменту і бізнесу[1][2][3].